# جونگ جه یونگ
جونگ جه یونگ (کره‌ای: 정재영؛ زادهٔ جونگ جی هیون در ۲۱ نوامبر ۱۹۷۰) بازیگر اهل کره جنوبی است. او بیشتر به خاطر ایفای نقش در فیلم‌های تحسین شده توسط منتقدان، همین حالا، نه همون موقع (۲۰۱۵) و شبی تنها کنار دریا (۲۰۱۷) شناخته می‌شود.